# Water from an Ancient Well
Albums de Abdullah Ibrahim
Zimbabwe
(1983) South Africa
(1986)
Water from an Ancient Well est un album du pianiste de jazz Abdullah Ibrahim, sorti en 1985.

## L'album
Il fait partie des 1001 albums qu'il faut avoir écoutés dans sa vie. 

### Titres
Tous les titres sont d'Abdullah Ibrahim.
1. Mandela (4:58)
2. Song for Sathima (6:10)
3. Mannenberg (Revisited) (6:09)
4. Tuang Guru (5:24)
5. Water from an Ancient Well (11:55)
6. The Wedding (2:38)
7. The Mountain (3:19)
8. Sameeda (5:56)

### Musiciens
- Abdullah Ibrahim : piano
- Carlos Ward : flute
- Ricky Ford : saxophone ténor
- Charles Davis : saxophone baryton
- David Williams : basse
- Ben Riley : batterie
- Dick Griffin : trombone